# Prester

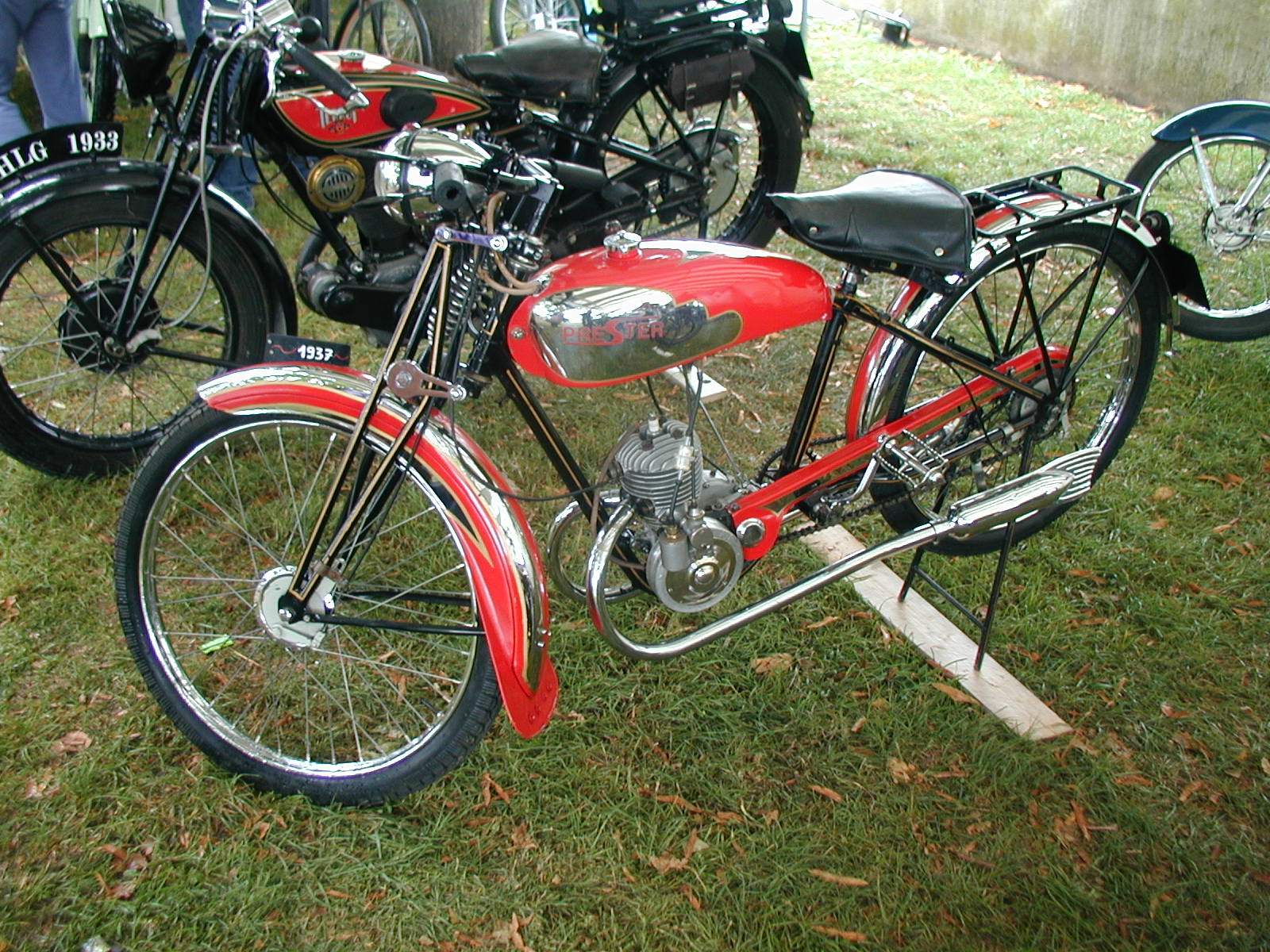
De Prester is waarschijnlijk een 98 cc-model uit 1937

Prester is een Frans historisch merk van motorfietsen.
De bedrijfsnaam was: Prester M.H. Clergé, Troyes, later Eichel Frères, Courbevoie (Seine) en Jonghi, La Courneuve (1926-1955).
Frans merk dat een groot aantal modellen bouwde van 98- tot 499 cc met Aubier Dunne-, Vog-, Train-, Chaise- en andere twee- en viertaktmotoren. In 1936 werd Prester door Jonghi overgenomen, waar vanaf 1945 tweetakten tot 249 cc werden gemaakt, maar ook viertakten en scooters. In 1955 gingen Prester en Jonghi ter ziele.